# Henderson Álvarez
Henderson Javier Álvarez (ur. 18 kwietnia 1990) – wenezuelski baseballista występujący na pozycji miotacza.

## Przebieg kariery
Álvarez podpisał kontrakt jako wolny agent z Toronto Blue Jays w 2006 roku i początkowo grał w klubach farmerskich tego zespołu, między innymi w New Hampshire Fisher Cats, reprezentującym poziom Double-A. W Major League Baseball zadebiutował 10 sierpnia 2011 w meczu przeciwko Oakland Athletics jako starter.
4 maja 2012 w spotkaniu z Los Angeles Angels of Anaheim zaliczył pierwszy w karierze complete game shutout. W listopadzie 2012 w ramach wymiany zawodników przeszedł do Miami Marlins. W marcu 2013 wraz z reprezentacją Wenezueli wystąpił na turnieju World Baseball Classic.
29 września 2013 w ostatnim meczu sezonu zasadniczego przeciwko Detroit Tigers rozegrał no-hittera, stając się piątym miotaczem w historii klubu, który dokonał tego osiągnięcia. W lipcu 2014 po raz pierwszy otrzymał powołanie do Meczu Gwiazd w miejsce kontuzjowanego Jordana Zimmermanna.
28 grudnia 2015 jako wolny agent podpisał roczny z Oakland Athletics.

## Nagrody i wyróżnienia
| Nagroda/wyróżnienie | Lata | Źródło |
| All-Star            | 2014 | [ 7 ]  |